# Mlandi
Mlandi is een bestuurslaag in het regentschap Wonosobo van de provincie Midden-Java, Indonesië. Mlandi telt 3375 inwoners (volkstelling 2010).